# Tramea
Genre
Tramea est un genre d'odonates anisoptères de la famille des Libellulidae. Il comprend 21 espèces.
Ce genre se caractérise par des marques brunes ou noires à la base des ailes postérieures.
Le nom vernaculaire canadien du genre est Traméa .

## Liste d'espèces[3]
- Tramea abdominalis (Rambur, 1842)
- Tramea aquila Lieftinck, 1942
- Tramea basilaris (Palisot de Beauvois, 1805)
  - Tramea basilaris burmeisteri Kirby, 1889
- Tramea binotata (Rambur, 1842)
- Tramea calverti Muttkowski, 1910
- Tramea carolina (Linnaeus, 1763)
- Tramea cophysa Hagen, 1867
- Tramea eurybia Selys, 1878
  - Tramea eurybia monticola Lieftinck, 1942
- Tramea insularis Hagen, 1861
- Tramea lacerata Hagen, 1861
- Tramea liberata Lieftinck, 1949
  - Tramea liberata lieftincki (Watson, 1967)
- Tramea limbata (Desjardins, 1832)
- Tramea loewii Kaup in Brauer, 1866
- Tramea minuta De Marmels & Rácenis, 1982
- Tramea onusta Hagen, 1861
- Tramea phaeoneura Lieftinck, 1953
- Tramea rosenbergi Brauer, 1866
- Tramea rustica De Marmels & Rácenis, 1982
- Tramea stenoloba (Watson, 1962)
- Tramea transmarina Brauer, 1867
  - Tramea transmarina euryale Selys, 1878
  - Tramea transmarina intersecta Lieftinck, 1975
  - Tramea transmarina propinqua Lieftinck, 1942
  - Tramea transmarina samoensis Brauer, 1867
  - Tramea transmarina yayeyamana Asahina, 1964
- Tramea virginia (Rambur, 1842)

## Galerie

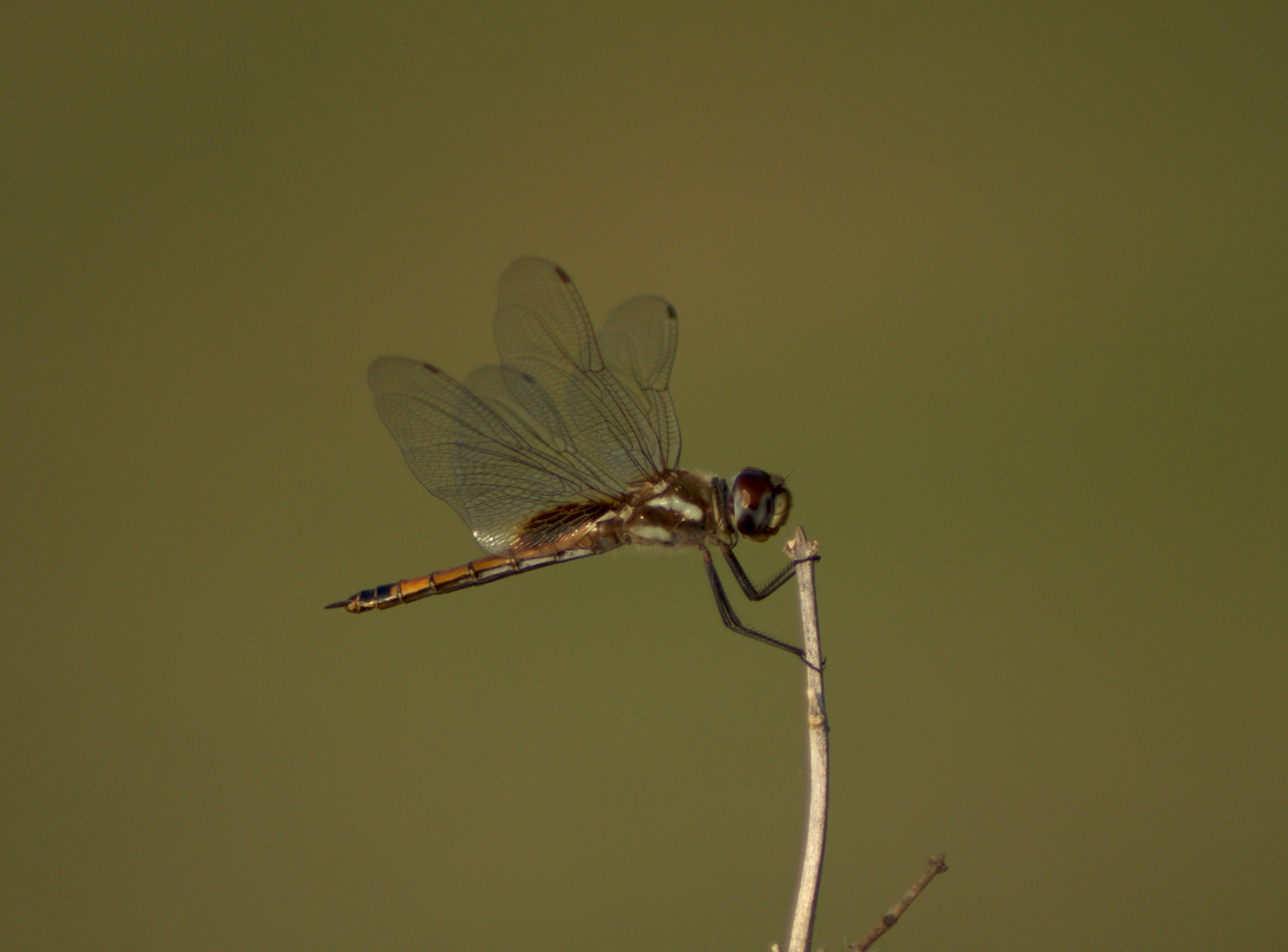
Tramea calverti mâle
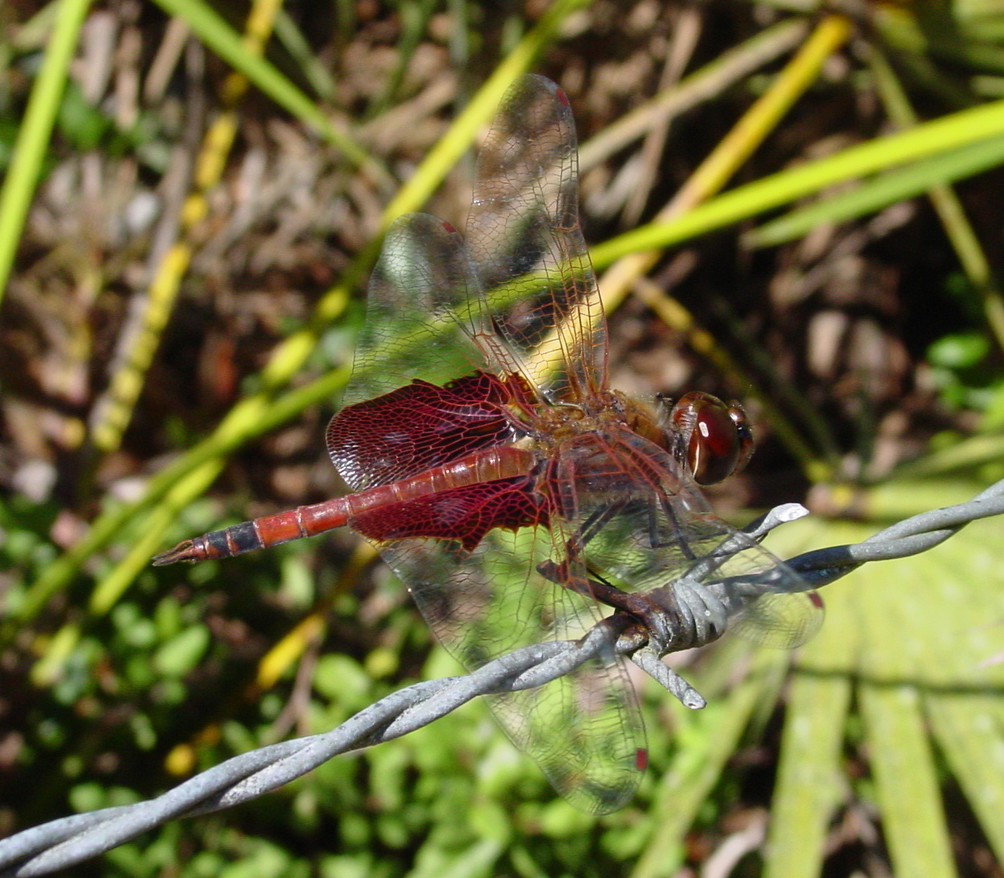
Tramea carolina mâle
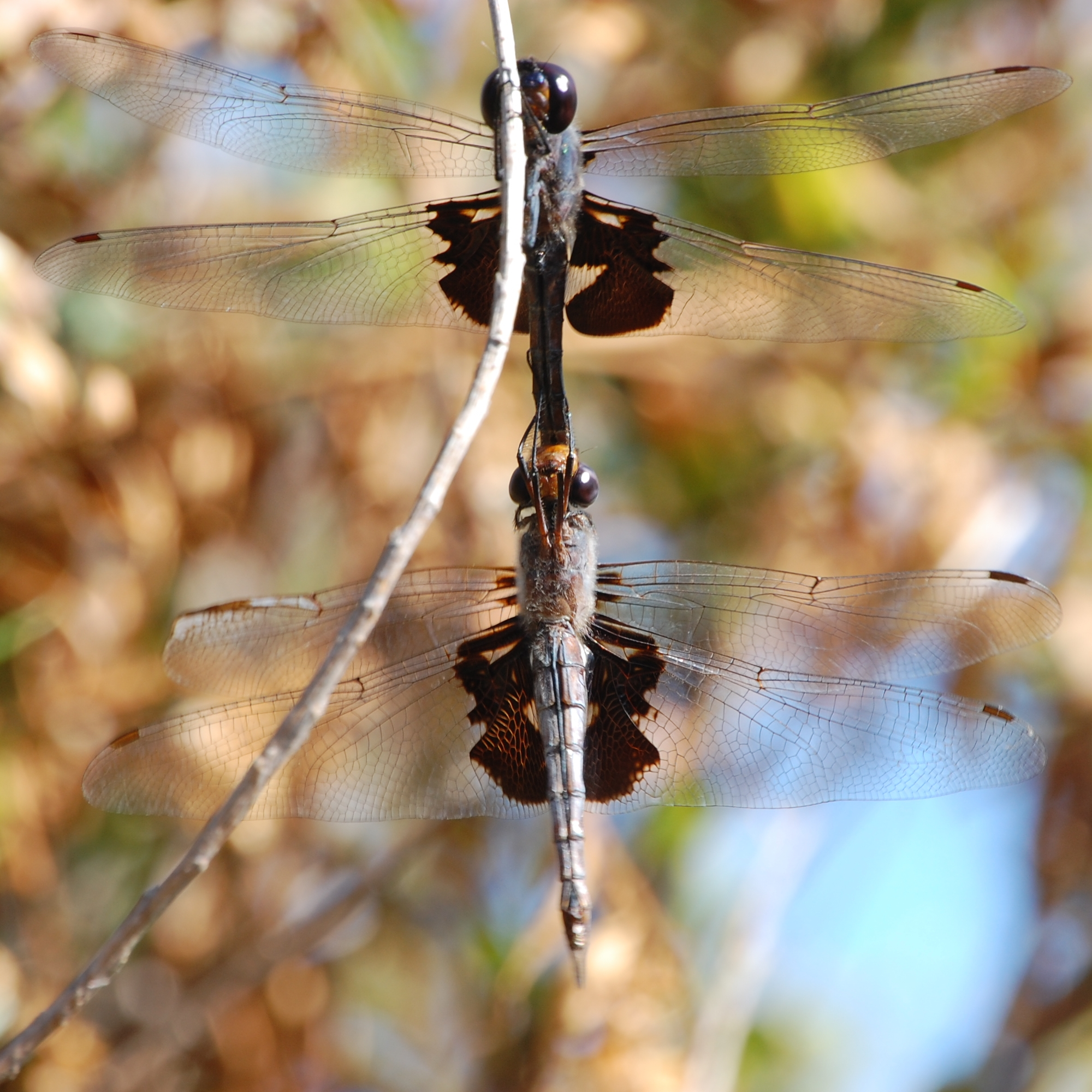
Tramea lacerata mâle et femelle
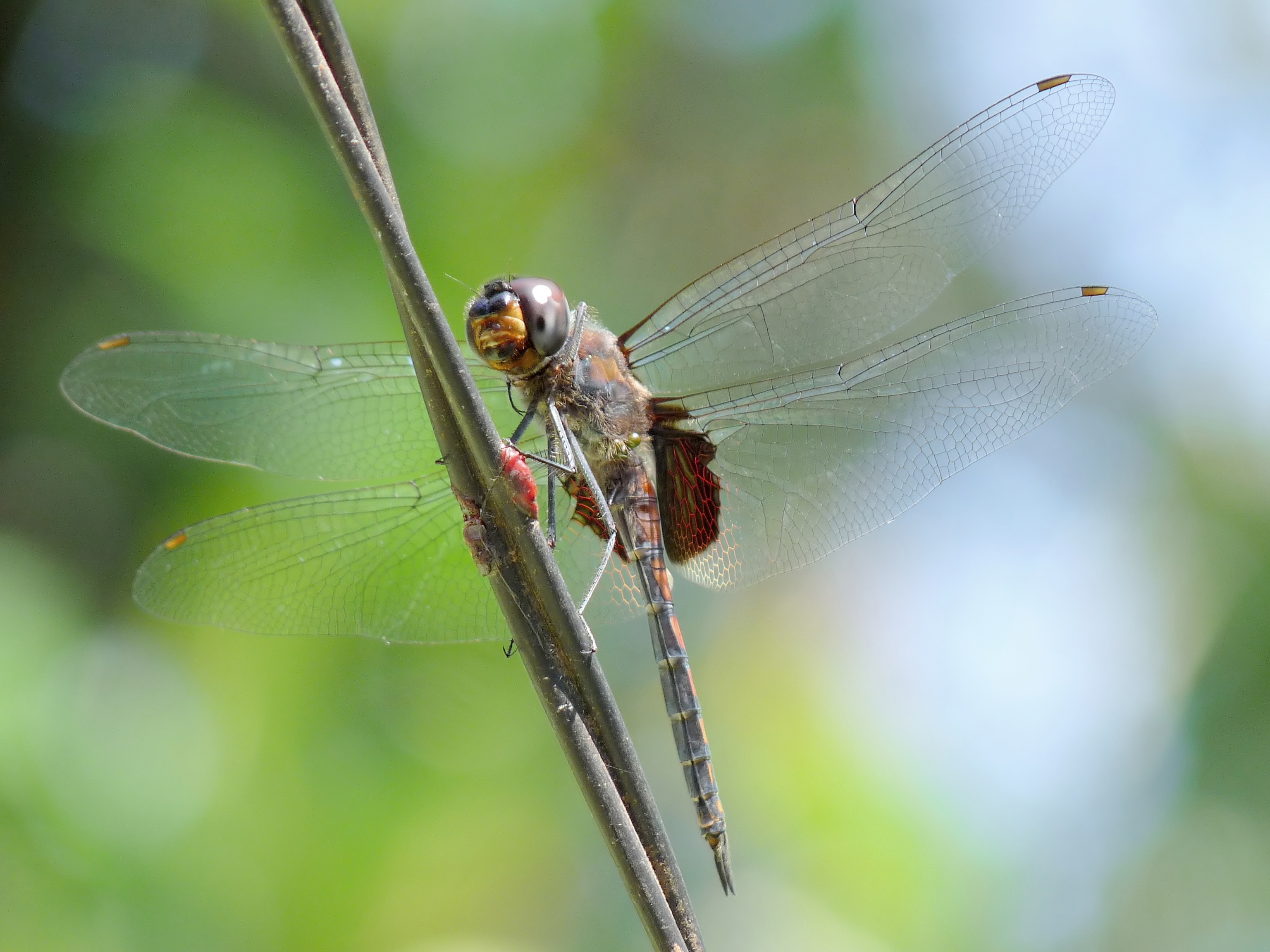
Tramea limbata mâle
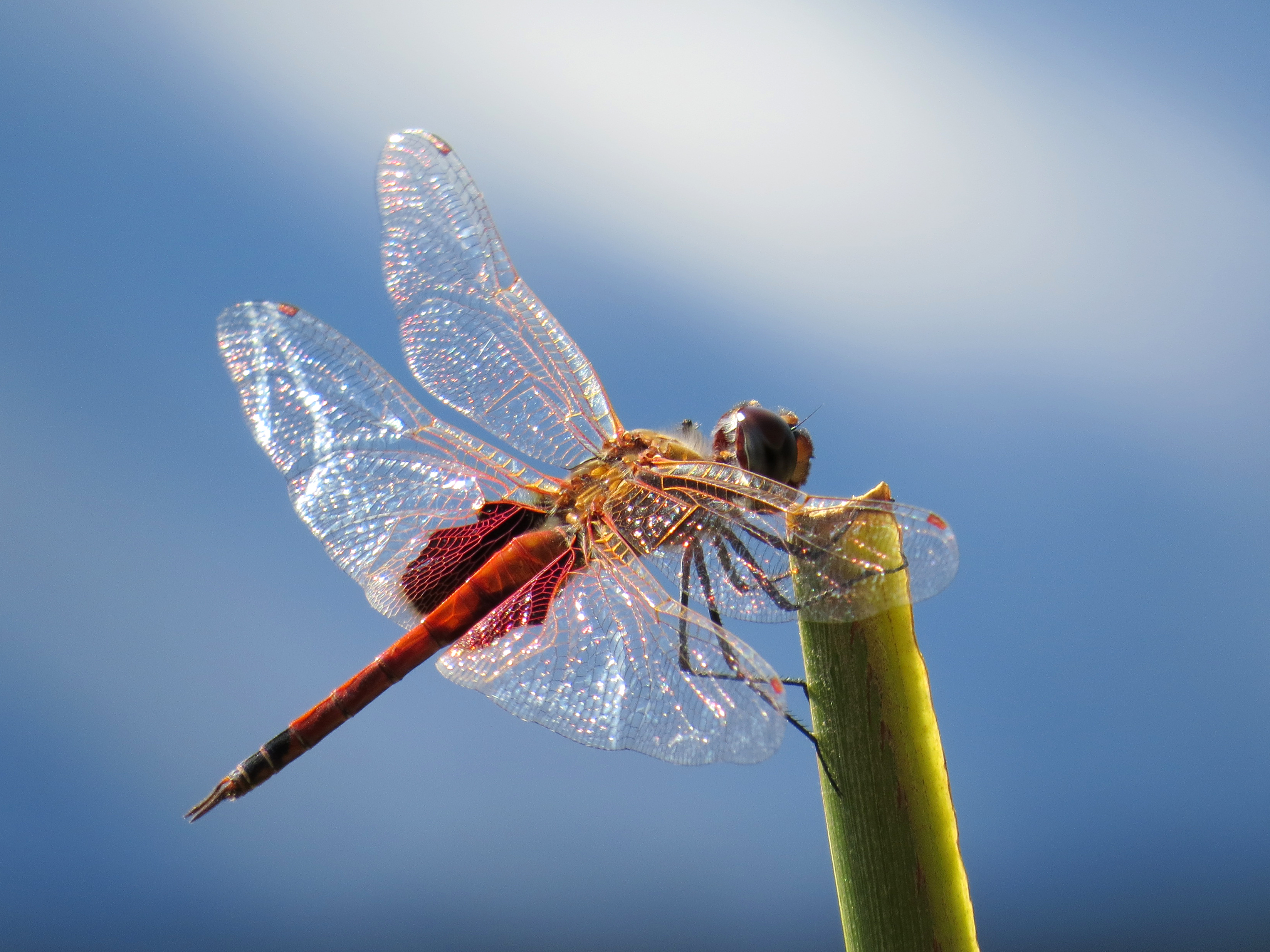
Tramea loewii mâle
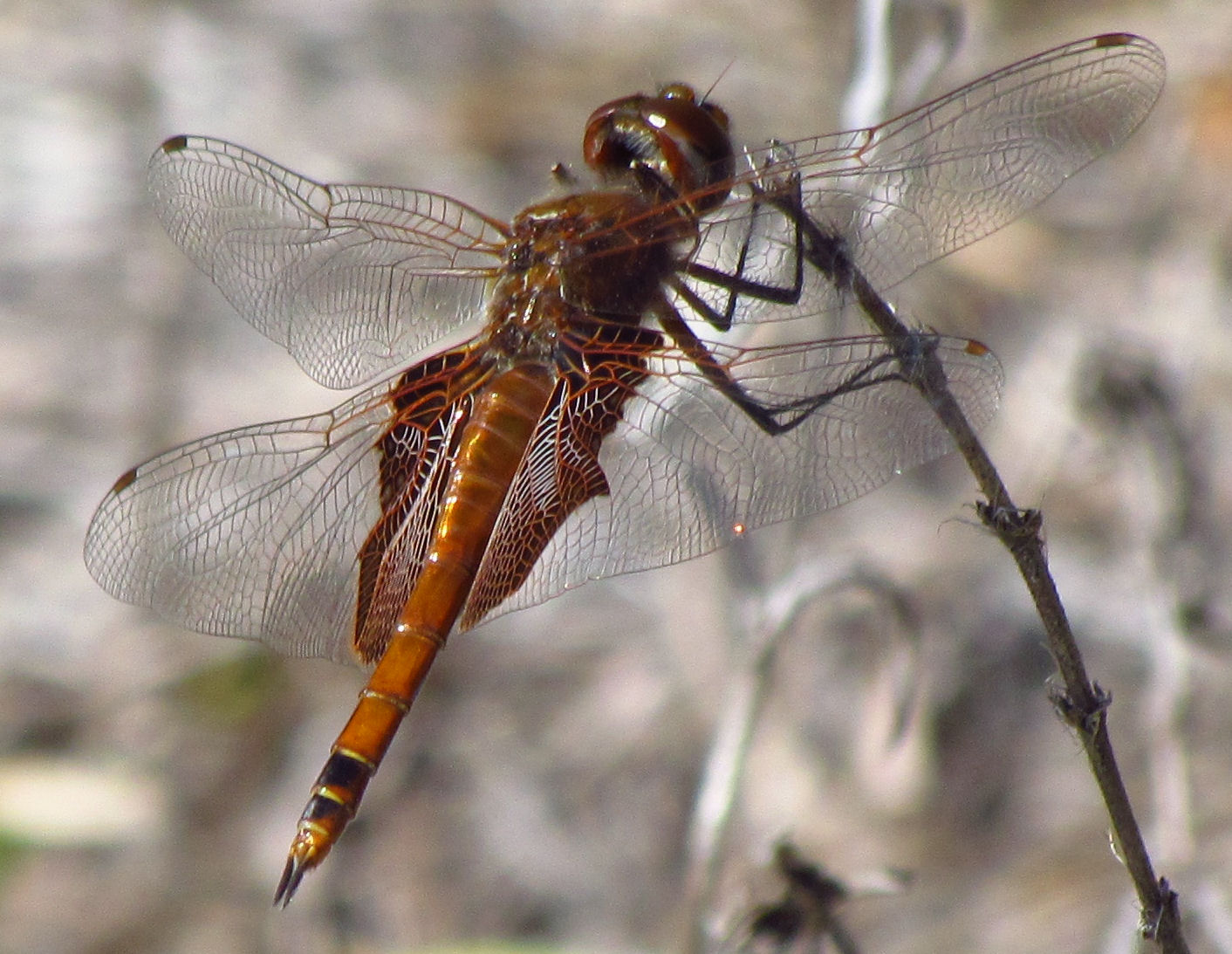
Tramea onusta femelle
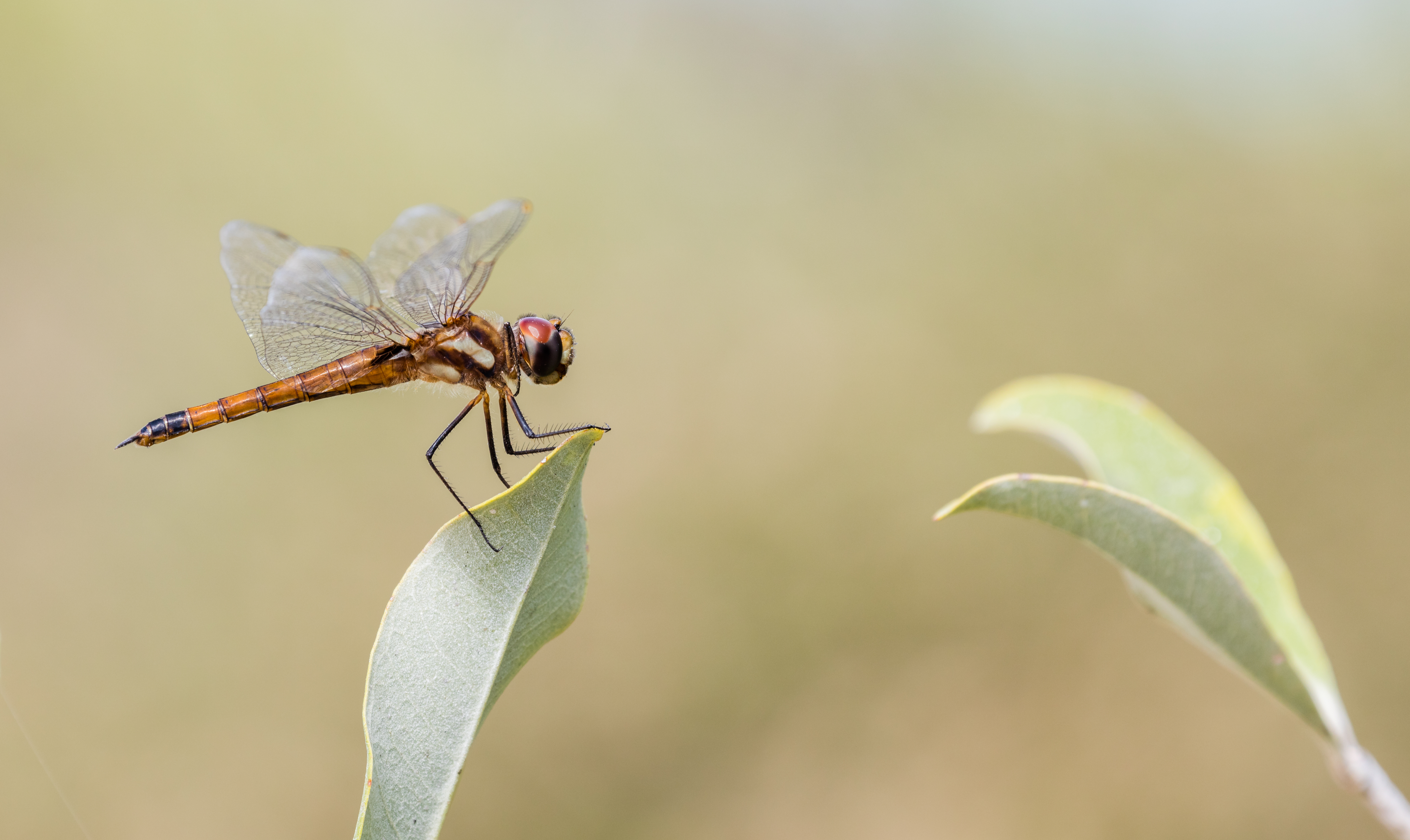
Tramea dans les îles Galápagos